# Џејми Кадмур
Џејми Кадмур (енгл. Jamie Cudmore; 6. септембар 1978) професионални је рагбиста и репрезентативац Канаде, који тренутно игра за Клермон. Висок 196 цм, тежак 118 кг, игра у другој линији скрама. Пре Клермона играо је за Капилано РФК, Ландовери РФК, Гренобл (рагби јунион) и Скарлетсе. Дебитовао је за Канаду 2002. против националног тима САД. За репрезентацију је до сада одиграо 39 тест мечева и постигао 10 поена. Бранио је боје Канаде на 4 светска првенства. Кадмур је имао тешко детињство, диловао је дрогу и био је у затвору, али рагби му је помогао да се склони са улице.